# Сырец (усадьба)
Сырец — старинная усадьба, принадлежавшая в разное время русским дворянским родам — Муравьёвым и Шереметевым. Расположена в Лужском районе Ленинградской области, в одноимённой деревне Сырец, на территории современного Заклинского сельского поселения.

## История
Сельцо Малый Сырец с середины XVIII века принадлежало сенатору, генерал-инженеру Н. Е. Муравьёву. Усадьба помещика Муравьёва была обозначена на карте Санкт-Петербургской губернии Ф. Ф. Шуберта 1834 года. При его сыне Н. Н. Муравьёве, русском командире эпохи наполеоновских войн, основателе Московского общества математиков и школы колонновожатых, в 1802—1806 годах Большой и Малый Сырец стали одним поместьем.
С 1839 года владельцем имения стал сын Николая Ерофеевича — граф М. Н. Муравьев-Виленский, государственный, общественный и военный деятель. Родившийся в имении, он проводил в Сырце каждое лето, а после выхода в отставку в 1865 году поселился здесь на постоянной основе. При нём имение было полностью обновлено: устроен просторный деревянный господский дом, фруктовый сад, а также дом для гостей, бани, кучерская, гумно и каменные хозяйственные постройки: винокуренный завод, мельница, конюшни, скотный двор. Также Муравьёв построил в селе школу и церковь Святого Архангела Михаила. От усадьбы вниз по склону, в сторону озера спускался пейзажный парк. Декоративные группы деревьев и кустарников располагались так, что от дома открывался вид на озеро. Пихты и деревья других пород отделяли господскую, хозяйственную и церковную зоны. Вблизи дома и вдоль прогулочных дорожек высадили липы, лиственницы, ясени, клёны, ели и кедры.
Далее владельцем усадьбы стал С. С. Шереметев, полковник Кавалергардского полка, женатый на дочери Михаила Муравьёва-Виленского — Софье Михайловне. После завершения Крымской войны Сергей Сергеевич перешёл на гражданскую службу в Министерство императорского двора. Он был членом Строительной комиссии, затем церемониймейстером и егермейстером в чине действительного статского советника. При нём благоустройство продолжилось. Например, был расширен фруктовый сад. В 1880 году в Сырце умерла Софья Михайловна, а через четыре года не стало и Сергея Сергеевича. Имение унаследовали их пять дочерей
В 1909—1910 годах Шереметевы построили на территории усадьбы амбулаторию и больницу, при которой работал местный комитет Общества Красного Креста. Его председателем стала Анастасия Сергеевна Шереметева.
Часть построек и фруктовый сад сохранились до начала XXI века.
В 2019 году комплекс усадьбы был включен в единый государственный реестр объектов культурного наследия (памятников истории и культуры) в качестве объекта культурного наследия регионального значения.